# 亡魂兽属
亡魂兽属（学名：Necromites）是海豹科下的一个属。

## 下属物种
本属包括以下物种：
- 涅氏亡魂兽 Necromites nestoris Bogachev, 1940，涅斯托尔亡魂兽